# Gerald Otto

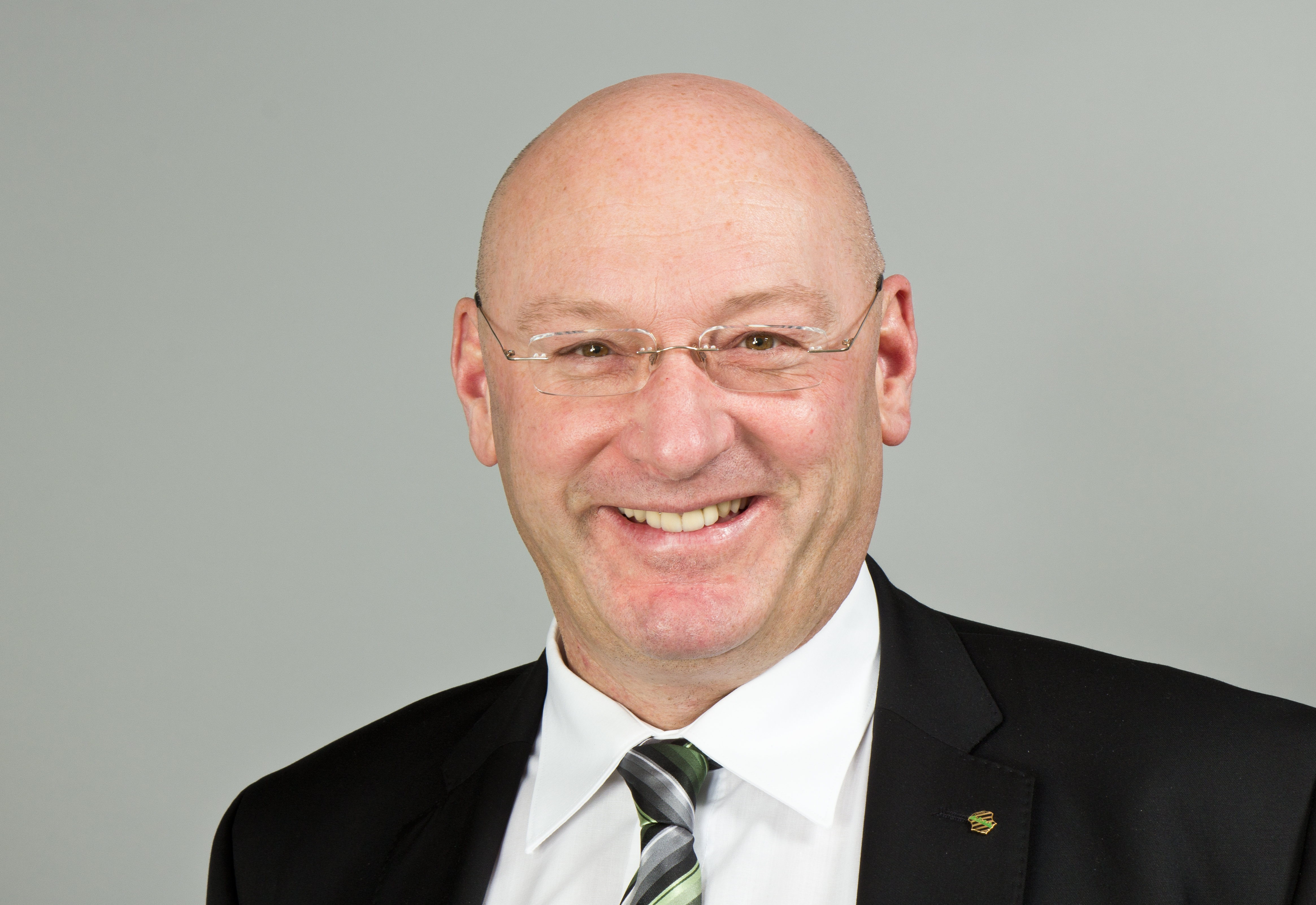
Gerald Otto, 2013

Gerald Otto (* 13. September 1964 in Zwickau) ist ein deutscher Politiker (CDU) und war von 2009 bis 2024 Mitglied des Sächsischen Landtags.

## Leben
Otto erlernte von 1981 bis 1984 in der Zwickauer Edelschmiede den Beruf eines Werkzeugmachers. Anschließend absolvierte er bis 1985 seinen Grundwehrdienst bei der Nationalen Volksarmee. Von 1985 bis 1990 arbeitete er in der Zwickauer Maschinenfabrik. Nach der politischen Wende absolvierte er weitere Ausbildungen zum Industriemeister Metall mit Ausbildereignungsprüfung, REFA-Techniker und Controller, eine Volontärausbildung bei der Schmidt-Bank in Zwickau, für die er noch bis 1996 tätig war, sowie später noch eine A-1 Ausbildung des öffentlichen Dienstes zum Verwaltungsfachangestellten. Von Juli 1996 bis Oktober 2009 war er Geschäftsführer der CDU-Fraktion im Zwickauer Stadtrat.
Otto ist evangelisch-freikirchlich, verheiratet und hat ein Kind.

## Politik
Seit 1991 ist Otto Mitglied der CDU. 1994 wurde er erstmals in den Stadtrat von Zwickau gewählt, wo er ab 1996 als Geschäftsführer der CDU-Fraktion fungiert. Bei der Kommunalwahl 2008 wurde er in den Kreistag des neugebildeten Landkreises Zwickau gewählt. Bei der Landtagswahl 2009 gelang ihm als Direktkandidat im Wahlkreis Zwickau mit einem Stimmenanteil von 34,1 % der Einzug in den Sächsischen Landtag. Während der 5. Wahlperiode des Sächsischen Landtages war er Mitglied im Innenausschuss und im Ausschuss für Geschäftsordnung und Immunitätsangelegenheiten, sowie seit April 2012 einer von 19 Mitgliedern des Untersuchungsausschusses „Kriminelle und korruptive Netzwerke“ („Sachsensumpf“) im Sächsischen Landtag. Mit Beginn der 6. Wahlperiode im September 2014 ist Otto Mitglied im Europaausschuss, dem Ausschuss für Geschäftsordnung und Immunitätsangelegenheiten sowie Mitglied im NSU-Untersuchungsausschuss („Neonazistische Terrornetzwerke in Sachsen“).
Als einer von 18 deutschen Delegierten ist Gerald Otto seit Oktober 2016 stellvertretendes Mitglied in der Regionalkammer des Kongresses der Gemeinden und Regionen des Europarates (KGRE).
Bei der Landtagswahl in Sachsen 2019 verteidigte er im Wahlkreis Zwickau 3 mit 32,1 Prozent sein Direktmandat erneut. Bei der Landtagswahl 2024 konnte er sich jedoch nicht gegen den AfD-Kandidaten durchsetzen und zog nicht erneut in den Landtag ein.